# حارة العباس (صنعاء)

تعديل مصدري - تعديل

حارة العباس هي إحدى حارات حي حزيز بمديرية ضواحي الأمانة سنحان وبني بهلول، بلغ تعداد سكانها 1879 نسمة حسب تعداد اليمن لعام 2004.